# 미건 페이
미건 페이(Meagen Fay, 1957년 ~ )는 미국의 배우이다.

## 작품 목록
- 라라랜드